# Raziskovalni reaktor TRIGA
Raziskovalni reaktor TRIGA je majhen jedrski reaktor za raziskovalne in šolske namene, ki stoji v Reaktorskem centru na Brinju pri Ljubljani, katerega upravljavec je Institut Jožef Stefan.
Podobno kot okoli 220 reaktorjev v 53 državah se uporablja za raziskave, usposabljanja, preskušanja materialov ali proizvodnjo radioizotopov za medicino in industrijo.

## Raziskovalni reaktor
Raziskovalni reaktorji so jedrski reaktorji, ki služijo predvsem kot vir nevtronov. V nasprotju z energetskimi reaktorji, ki se uporabljajo za proizvodnjo električne energije, pridobivanje toplote ali pogon plovil, imenujemo te tudi ne-energetski reaktorji, saj niso namenjeni proizvodnji energije.
Raziskovalni reaktor je namenjen predvsem znanstvenim raziskavam in usposabljanju kadra jedrske stroke.

## Raziskovalni reaktor TRIGA[2]
V Sloveniji imamo en raziskovalni reaktor, ki se nahaja v Reaktorskem centru na Brinju, katerega upravljavec je Institut Jožef Stefan (v nadaljevanju: IJS) in deluje od leta 1966. Največja moč, ki jo lahko doseže, je 250 kW. Za primerjavo: moč reaktorja jedrske elektrarne Krško je kar osem tisočkrat večja. Reaktor TRIGA se hladi z vodo pri normalnem tlaku in temperaturi, tako da je najvišja obratovalna temperatura v gorivnih elementih le nekaj sto stopinj Celzija. Gorivni elementi so izdelani iz posebno odporne kovinske mešanice urana in cirkonijevega hidrida, ki kot goba zadrži cepitvene produkte, ki nastajajo pri delovanju reaktorja. Reaktor je zasnovan tako, da nobena napaka operaterja ali odpoved hlajenja ne povzroči poškodbe goriva. Po svetu že več kot 60 let obratuje ali je obratovalo več kot 67 reaktorjev TRIGA, ne da bi se zgodila ena sama nesreča.
Ime TRIGA je akronim za:
- T = Training (šolanje na področju uporabe reaktorjev in jedrske tehnologije nasploh),
- R = Research (raziskave z nevtroni in žarki gama),
- I = Isotope production (izdelava radioaktivnih izotopov),
- GA = General Atomics (ime izdelovalca tega tipa reaktorja v ZDA).

### Opis[3]
Reaktor TRIGA MARK II je majhen raziskovalen reaktor, ki se uporablja kot izvor nevtronov pri eksperimentih, za obsevanje vzorcev za potrebe Instituta in zunanjih naročnikov ter za šolanje in usposabljanje kadrov na področju jedrske tehnologije. Reaktor obratuje stacionarno ali pulzno. Maksimalna toplotna moč v stacionarnem obratovanju je 250 kW, maksimalni nevtronski fluks pa 1013 n cm‐2 s‐l. V pulznem načinu obratovanja je maksimalna moč večja za več redov velikosti (1000 MW), a zaradi kratkega trajanja pulza (nekaj milisekund) je sproščena energija majhna (ne presega nekaj 10 MWs). 
Gorivni elementi so izdelani iz posebno odporne mešanice kovinskega urana in cirkonijevega hidrida, ki kot goba zadrži cepitvene produkte, nastale ob delovanju reaktorja. Gorivo prenese temperature do okoli 1000°C. Reaktor ima velik negativni temperaturni koeficient reaktivnosti, kar pomeni, da ob povišanju temperature zaustavi.
Reaktor TRIGA hladimo z vodo pri normalnem tlaku in temperaturi, tako da je najvišja obratovalna temperatura v gorivnih elementih le nekaj sto stopinj Celzija. Zaradi lastnosti goriva in nizkih toplotnih obremenitev je reaktor popolnoma varen. Niti izguba vsega hladila, niti (nekontroliran) izvlek vseh kontrolnih palic ne privedeta do poškodb goriva ali sproščanja radioaktivnih produktov. Dolgoletne izkušnje z reaktorji TRIGA po svetu so potrdile njihovo stabilnost in inherentno varnost.
Reaktor je bil zgrajen leta 1966 in prvotno opremljen samo za stacionarno obratovanje, leta 1991 pa je bil prilagojen tudi za pulzno obratovanje. V tem obdobju je reaktor obratoval vsako leto cca. 7000 ur brez kakršnih koli nezgod in tehničnih težav.

### Zgradba
Reaktor TRIGA MARK II je bazenski reaktor. Sredica je nameščena v odprti vertikalni aluminijasti posodi (cisterni) premera 2 m in višine 6,25 m, napolnjeni z demineralizirano vodo. Voda je obenem tudi moderator, hladilo in biološki ščit. Posoda je nameščena v betonskem biološkem ščitu maksimalnih dimenzij: dolžine 8,2 m, širine 6,6 m in višine 6,55 m. Takšna konstrukcija omogoča dostop do sredice z vrha reaktorske ploščadi, kar zelo poenostavi menjavo goriva in vgradnjo vertikalnih eksperimentalnih kanalov.
Sredica reaktorja je ob dnu reaktorske posode, nad njo je 5 m demineralizirane vode. V sredici reaktorja sproščena toplota se z naravno konvekcijo prenese na primarno vodo v reaktorski posodi. V toplotnem prenosniku se toplota prenese na sekundarno hladilno vodo, ki je iz lastnega črpališča na reaktorskem centru.

### Jedrska varnost
Temelji jedrske varnosti reaktorja TRIGA so:
- varna zasnova,
- usposobljeno, izkušeno in predano osebje,
- obratovanje in vzdrževanje v skladu s postopki IJS in notranjim preverjanjem kakovosti.

Varnostna analiza je pokazala, da je nivo sevanja v reaktorski zgradbi in v okolici zgradbe pri obratovanju reaktorja daleč pod zakonsko dovoljenimi vrednostmi, kar potrjujejo tudi meritve. Letna obremenitev prebivalstva je manj kot tisočinka naravnega ozadja.
Ob delovanju reaktorja letno nastane približno 200 litrov nizko in srednje radioaktivnih odpadkov, ki so shranjeni v Centralnem skladišče za radioaktivne odpadke (CSRAO). To skladišče se nahaja na lokaciji reaktorskega centra in ga upravlja Agencija za jedrske odpadke (ARAO).
219 izrabljenih gorivnih elementov, ki so bili v uporabi od leta 1966, je bilo leta 1999 poslanih na končno odlaganje v ZDA. Trenutno na lokaciji reaktorskega centra ni izrabljenih gorivnih elementov.

### Zgodovina[4]
Reaktor TRIGA je 31.5. 1966 ob 14:15 dosegel prvo kritičnost. To pomeni, da je stekla prva nadzorovana verižna reakcija cepitve jeder na ozemlju današnje Slovenije. Od tega trenutka naprej ima reaktor pomembno vlogo pri razvoju jedrske tehnologije in varnostne kulture v Sloveniji.
Investicije v jedrske elektrarne imajo povsod po svetu praviloma predhodnika, in sicer investicijo v nacionalno jedrsko infrastrukturo, ki jo praviloma sestavljajo raziskovalne, izobraževalne in upravne zmogljivosti. Reaktor TRIGA omogoča eksperimentalno delo številnim raziskovalnim skupinam na IJS, prav tako ga za usposabljanje bodočih operaterjev jedrske elektrarne Krško uporablja Izobraževalni center za jedrsko tehnologijo, ki deluje v okviru IJS od leta 1989.

### Pomen
Reaktorski center Instituta Jožef Stefan (in reaktor TRIGA) imata ključno vlogo pri pripravi kadrov za jedrsko elektrarno v Krškem. Reaktor z vsem znanstvenim in tehničnim ozadjem ter izobraževanjem in usposabljanjem kadrov izdatno pomaga pri gradnji, pridobivanju dovoljenj in zagonu jedrske elektrarne. Na reaktorju so začeli svojo profesionalno kariero ali se izobraževali skoraj vsi jedrski strokovnjaki v Sloveniji, med njimi vsi profesorji reaktorske fizike in jedrske tehnike na univerzah v Ljubljani in v Mariboru ter ključni strokovnjaki Nuklearne elektrarne Krško, Uprave republike Slovenije za jedrsko varnost in Agencije za radioaktivne odpadke. Reaktor TRIGA na Institutu »Jožef Stefan« se je v 55-letih varnega delovanja razvil v mednarodno prepoznan in cenjen center za raziskave in izobraževanje na področju reaktorske fizike in tehnike, kar med drugim dokazujejo vpetost v številne raziskovalne projekte z institucijami po vsem svetu, npr. CERN, ITER, CEA, IAEA. Zelo razvito raziskovanje na področju jedrske energije je značilno za vse države, ki izrabljajo jedrsko energijo. Jedrsko varnost je na dolgi rok namreč praviloma mogoče izboljševati le z novim znanjem, ki je plod dolgoročnega mednarodno aktivnega raziskovalnega programa. Slednje pa je brez raziskovalne infrastrukture kot je raziskovalni reaktor bistveno težje. Nadaljevanje petinpetdesetletnega odličnega delovanja reaktorja TRIGA in z njim povezanih znanstvenikov, raziskovalcev in strokovnjakov zagotovo predstavlja enega od pomembnih temeljev varnega obratovanja jedrske elektrarne v Krškem.
Reaktor TRIGA ima velik pomen tudi za sprejemljivost jedrske energije v Sloveniji, saj si ga letno ogleda na stotine obiskovalcev in šolarjev.